# Medaliații olimpici la MTB/BMX
Aceasta este o listă a medaliaților olimpici la MTB/BMX.

## Bărbați

### Mountainbike
| Olimpiada | Aur                   | Argint                       | Bronz                  |
| --------- | --------------------- | ---------------------------- | ---------------------- |
| 1996      | Bart Brentjens (NED)  | Thomas Frischknecht (SUI)    | Miguel Martinez (FRA)  |
| 2000      | Miguel Martinez (FRA) | Filip Meirhaeghe (BEL)       | Christoph Sauser (SUI) |
| 2004      | Julien Absalon (FRA)  | José Antonio Hermida (ESP)   | Bart Brentjens (NED)   |
| 2008      | Julien Absalon (FRA)  | Jean-Christophe Péraud (FRA) | Nino Schurter (SUI)    |

### BMX
| Olimpiada | Aur                    | Argint         | Bronz                |
| --------- | ---------------------- | -------------- | -------------------- |
| 2008      | Māris Štrombergs (LAT) | Mike Day (USA) | Donny Robinson (USA) |

## Femei

### Mountainbike
| Olimpiada | Aur                   | Argint                     | Bronz                   |
| --------- | --------------------- | -------------------------- | ----------------------- |
| 1996      | Paola Pezzo (ITA)     | Alison Sydor (CAN)         | Susan DeMattei (USA)    |
| 2000      | Paola Pezzo (ITA)     | Barbara Blatter (SUI)      | Margarita Fullana (ESP) |
| 2004      | Gunn-Rita Dahle (NOR) | Marie-Hélène Prémont (CAN) | Sabine Spitz (GER)      |
| 2008      | Sabine Spitz (GER)    | Maja Włoszczowska (POL)    | Irina Kalentieva (RUS)  |

### BMX
| Olimpiada | Aur                          | Argint                      | Bronz              |
| --------- | ---------------------------- | --------------------------- | ------------------ |
| 2008      | Anne-Caroline Chausson (FRA) | Laëtitia Le Corguillé (FRA) | Jill Kintner (AUS) |